# Биорезонанс
Биорезона́нс, биорезона́нсная терапия, биорезона́нсная диагностика, вегето-резона́нсная диагностика, вегетативно-резона́нсная диагностика, электронная биофункциональная органометрия, биорезонансное лечение — группа направлений в альтернативной медицине, предполагающая существование так называемой «шкалы частот» живых организмов и тканей, а также декларирующая возможность получения терапевтического эффекта при особом «резонансном» взаимодействии доказанных физических (электромагнитных) полей, либо недоказанных (например, торсионных) с биологическими объектами. 
Ввиду противоречия концепциям современной физиологии и отсутствия технически описанного и экспериментально подтверждённого метода воздействия, концепция существования «биорезонанса» классифицируется как псевдонаучная. 
Зачастую, помимо самой биофункциональной терапии, прописывают гомеопатические препараты (неэффективность которых доказана), что, в свою очередь, ещё больше подрывает её репутацию.

## История
Метод биорезонанса является продолжением идей Рейнхольда Фолля, немецкого врача, решившего создать собственное синкретическое учение. Доктор Фолль собрал пеструю мозаику из обрывков ориентальной медицины, восточных мистических практик и гомеопатии.
В медицинских кругах отношение к методу Фолля негативное; с точки зрения доказательной медицины он не имеет диагностических возможностей и не дает устойчивых результатов в клинических исследованиях. В США импорт устройств электроакупунктуры запрещён FDA. Множество судебных дел были проиграны как докторами, так и лекарями, не имеющими медицинских лицензий, которые вводили в заблуждение пациентов, завышая диагностические возможности метода.
Теоретическим обоснованием метод биорезонанса обязан двум другим немецким изобретателям: Францу Морелю и Эриху Раше. Первый из них был врачом, второй — инженером. Совместно они разработали простой, хотя и не совсем оригинальный план. Решено было адаптировать метод Фолля для воздействия на организм с лечебной целью. Для этого было предложено просто развернуть аппарат задом наперед и отправить «биологическое поле» обратно в тело пациента. 
Методика была разработана в 1977 году Ф. Морелем совместно с инженером Эрихом Раше под первоначальным названием МОРА-терапия (MORA-терапия).

## Сфера применения
Сторонники метода утверждают, что будто бы известен способ достижения такого воздействия волн на биологические объекты (например, человеческий организм), которое якобы может использоваться для лечения многих заболеваний. На деле же научно обоснованных доказательств тому нет.

## Биорезонансная терапия
Биорезонансная терапия  является псевдонаучной медицинской практикой, в которой используются электромагнитные волны для диагностики и лечения заболеваний человека.

## Клинические исследования
Клинические исследования с применением метода двойного слепого контроля, позволяющего исключить эффект плацебо, эффективность биорезонансной терапии не подтверждают.